# Termobyxor

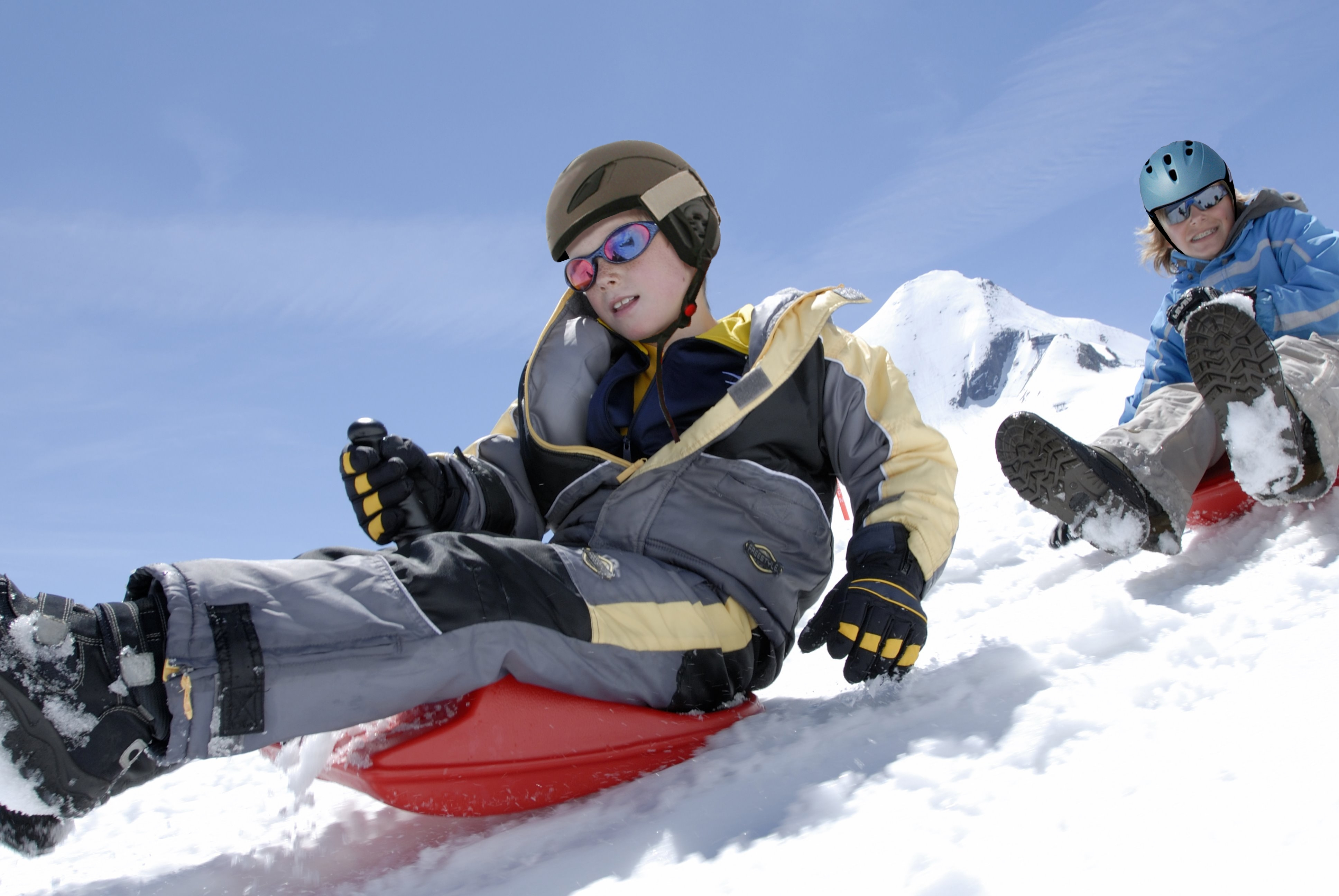
Termobyxor vid vinterlek.

Termobyxor eller täckbyxor är fodrade överdragsbyxor avsedda som ytterplagg. De brukar användas vid vintersport, som arbetskläder samt som vanliga ytterkläder vid kyligt väder. Täckbyxor tillverkas ofta i hängselmodell, vilket håller värmen bättre. Vid benslutet kan det finnas fotband som träs under skorna för hålla byxan på plats samt snölås för att inte snö ska komma in under byxorna.
Täckbyxor används som ytterkläder till vardags under vintern av personer i alla åldrar. De är dock särskilt vanliga bland barn.
En kombination av vinterjacka och täckbyxor kan höra ihop som ett tvådelat ställ, i motsats till vinteroverallen, som är i ett stycke. Vid blöta förhållanden kan båda kombineras med ett par galonbyxor.